# Fajon
Fajon je priimek v Sloveniji, ki ga je po podatkih Statističnega urada Republike Slovenije na dan 1. januarja 2010 uporabljalo 33 oseb in je med vsemi priimki po pogostosti uporabe uvrščen na 9.793. mesto.

## Znani slovenski nosilci priimka
- Bogdan Fajon (1930−2001), TV-novinar, dopisnik, urednik
- Bronislav Fajon (*1932), grafični oblikovalec
- Nataša Fajon (*1977), publicistka, fotografinja, pesnica, oglaševalka, PR-ovka
- Neva Fajon (1943−2021), montažerka
- Sašo Fajon, pianist, skladatelj pop-glasbe, producent in aranžer
- Tanja Fajon (*1971), novinarka in političarka (evroposlanka, premierka)

## Tuji nosilci priimka (Francozi)
- Étienne Fajon (1906−1991), francoski komunistični politik